# Wolfgangsee
A Wolfgangsee (régebbi név Abersee) tó Ausztriában, Salzburg és Felső-Ausztria tartományakban, a Salzkammergut egyik legnagyobb és leghíresebb tava.
A Wolfgang-tó környéke sokat látogatott turisztikai régió.
a Salzkammergut régió egyik legnagyobb és leghíresebb tava.

## Képtár

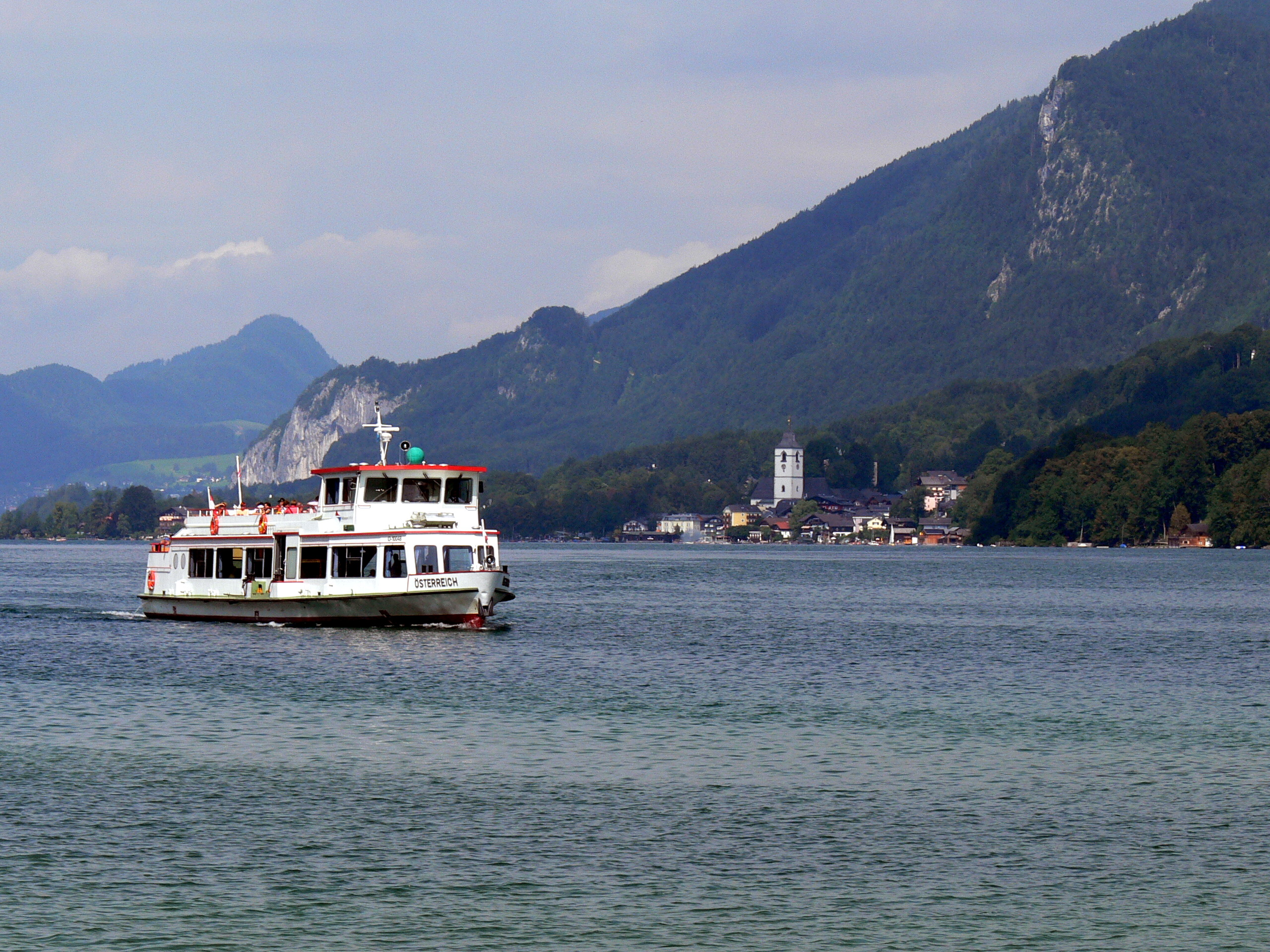
Az MS Österreich hajó St. Wolfgang előtt
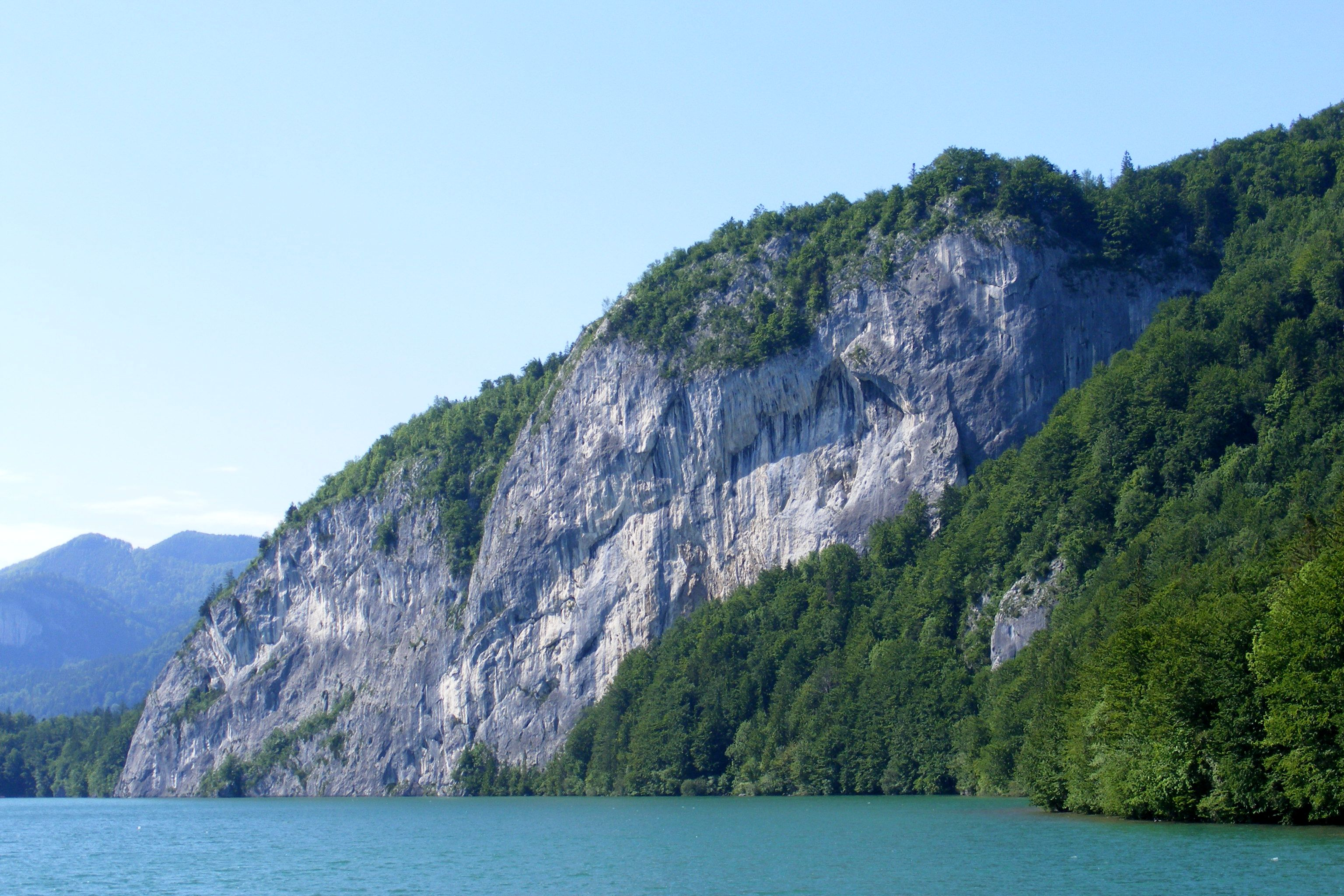
Falkensteinwand
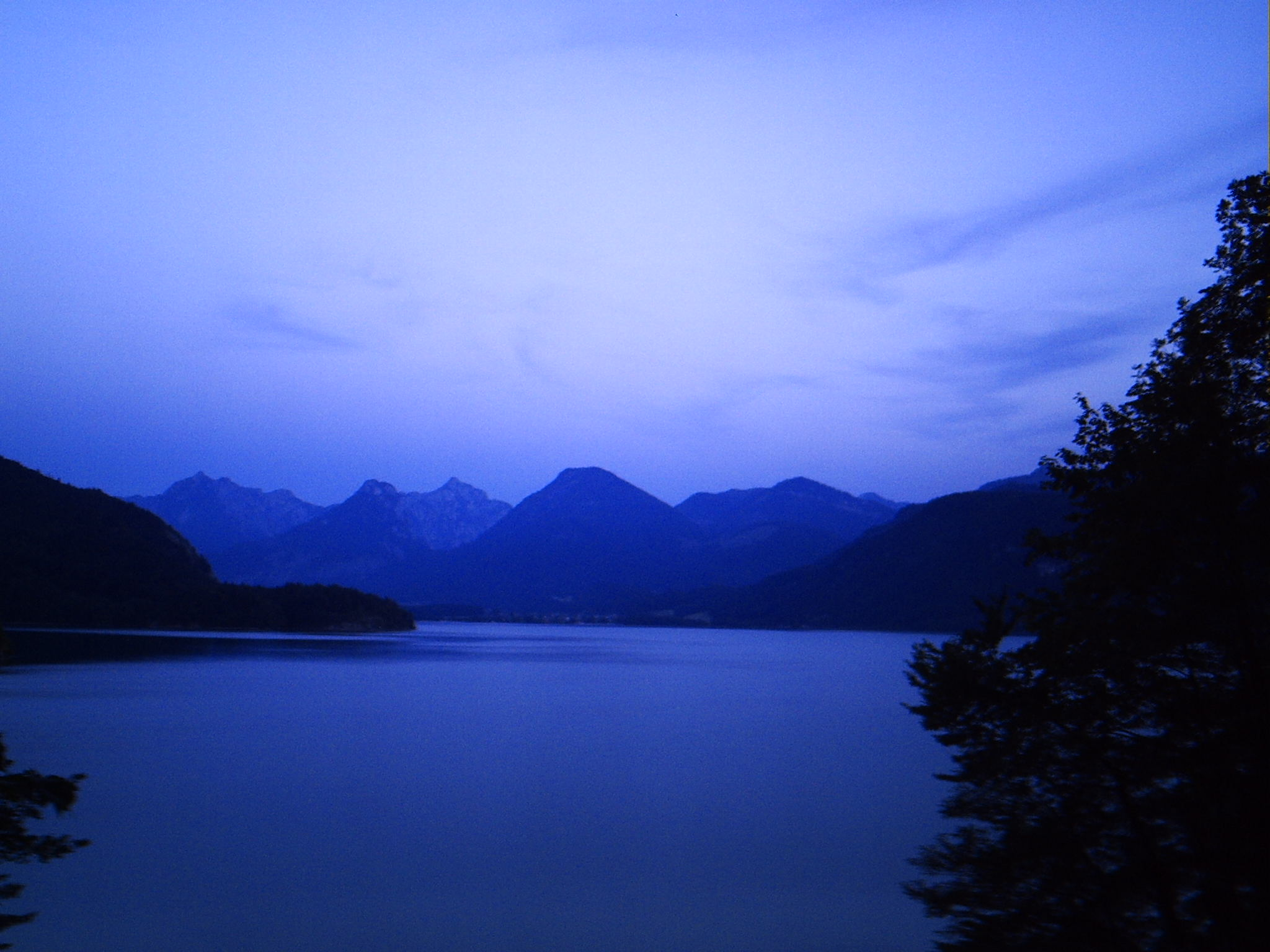
A Wolfgangsee este
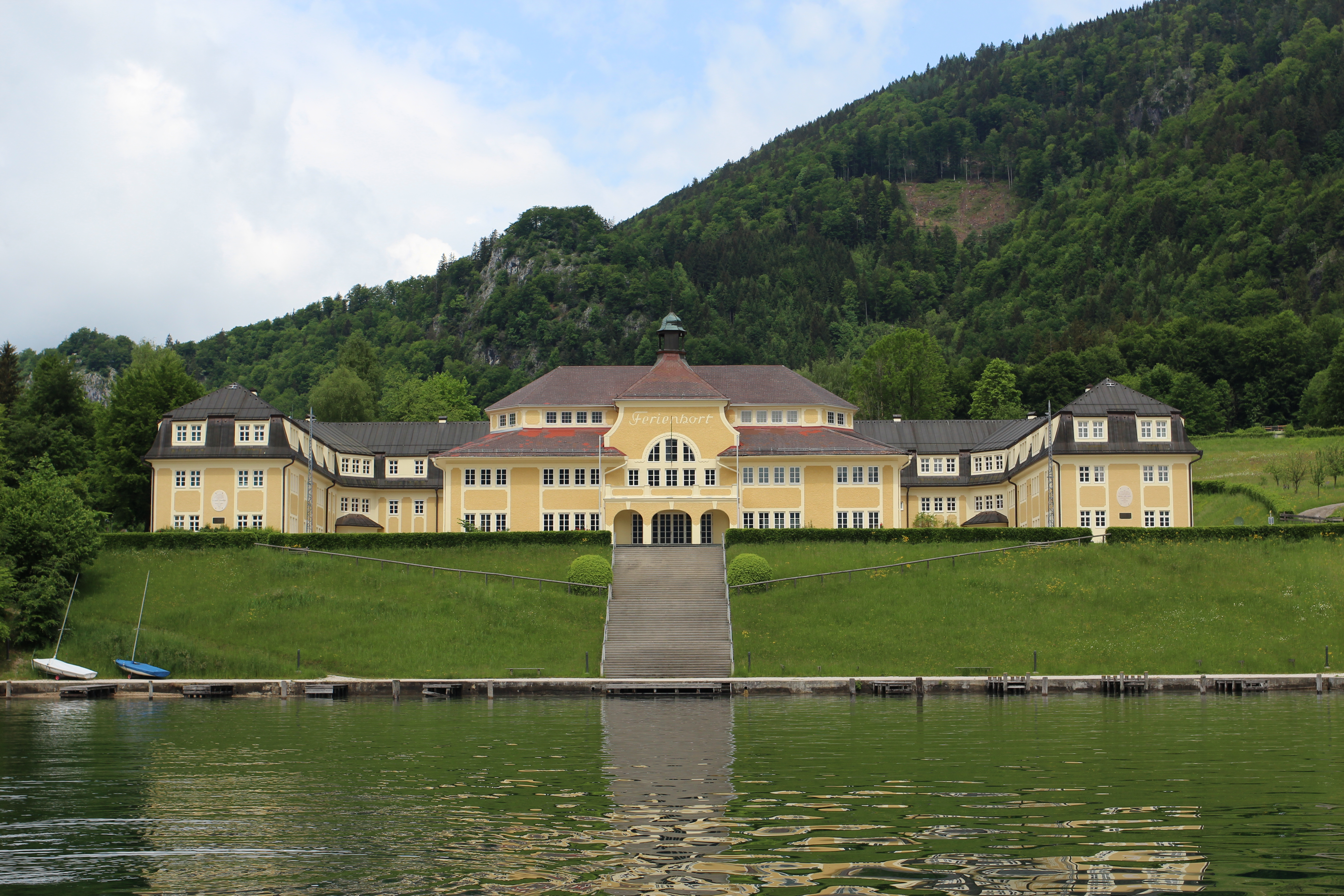
Ferienhort
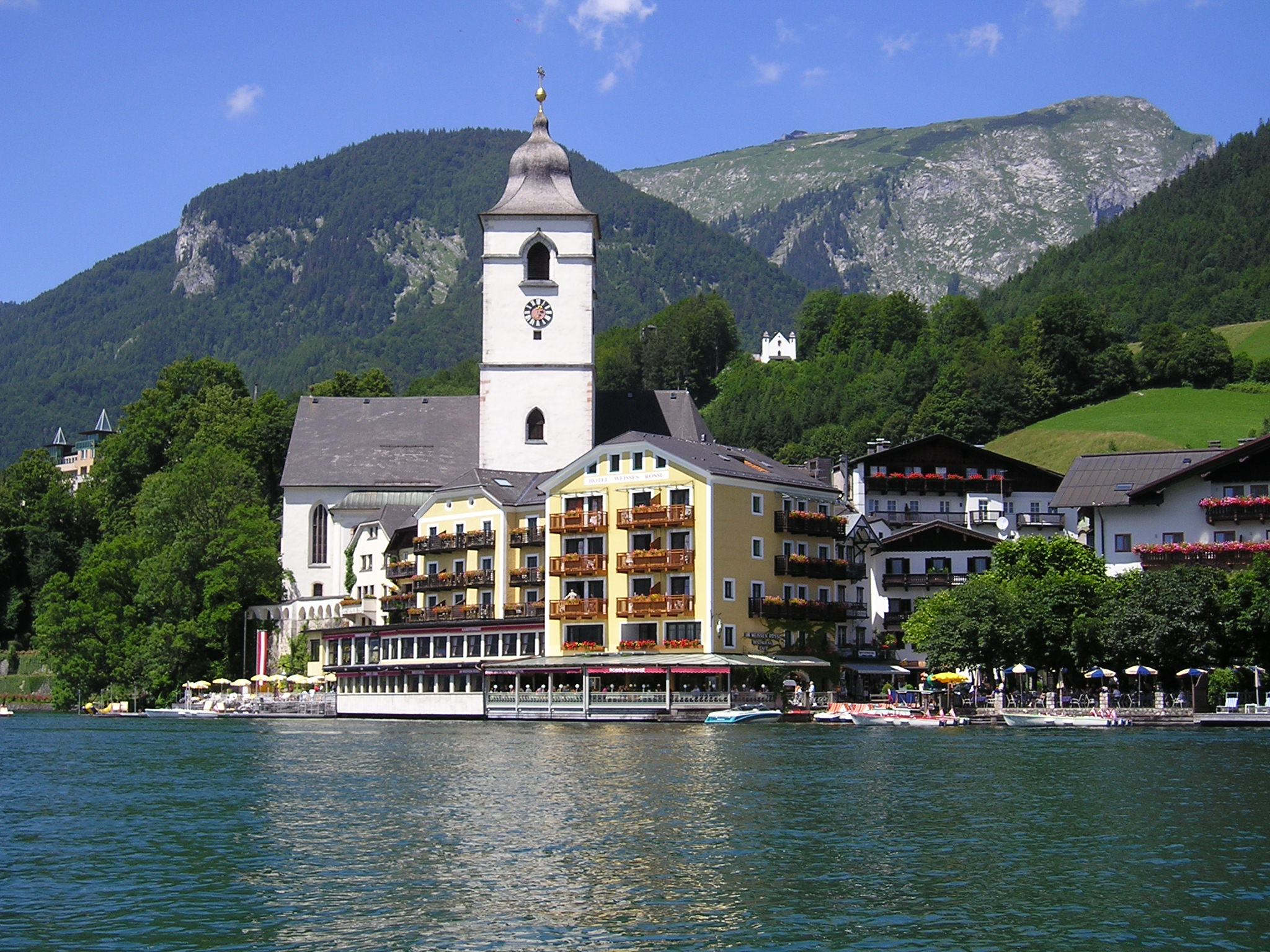
St. Wolfgang
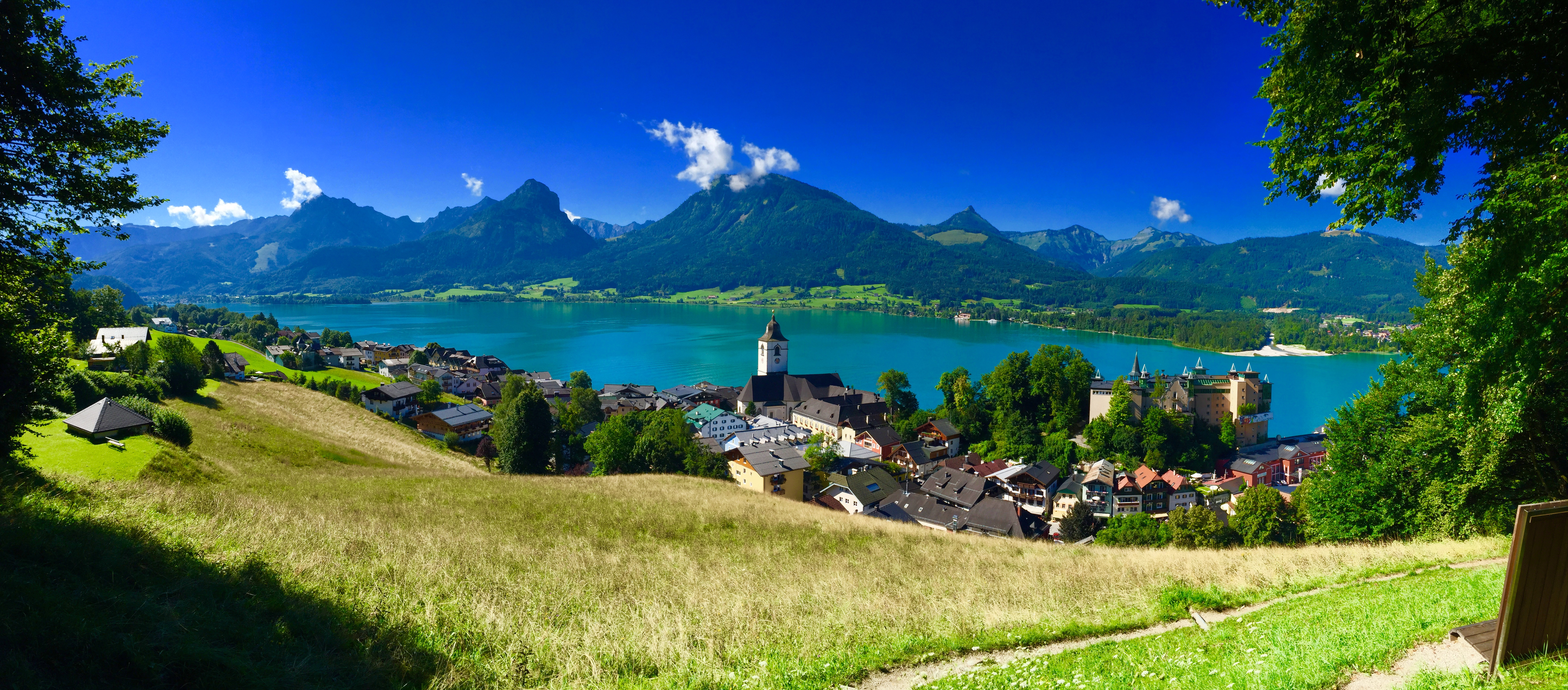
Kilátás St. Wolfgangra a Kalvarienbergről

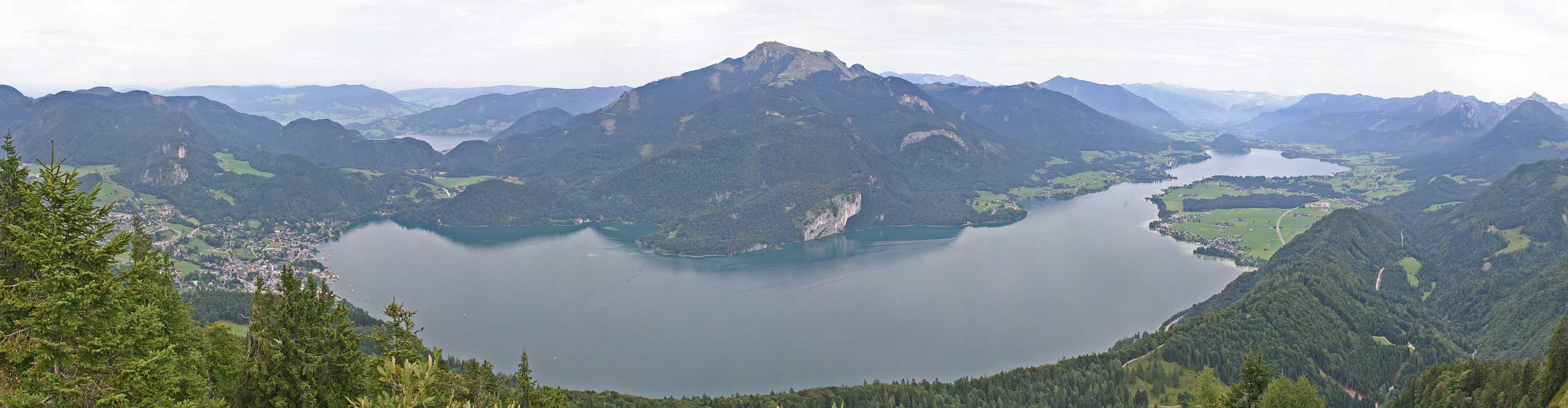
Panoráma

## Fordítás
- Ez a szócikk részben vagy egészben a Wolfgangsee című német Wikipédia-szócikk ezen változatának fordításán alapul.  Az eredeti cikk szerkesztőit annak laptörténete sorolja fel. Ez a jelzés csupán a megfogalmazás eredetét és a szerzői jogokat jelzi, nem szolgál a cikkben szereplő információk forrásmegjelöléseként.